# Alexandru Ioanițiu
Alexandru Ioanițiu (Botoșani, 2 febbraio 1890 – Baden, 17 settembre 1941) è stato un generale rumeno, veterano della prima guerra mondiale, dove si distinse particolarmente nel corso della campagna di Romania (1916-1917). Durante la seconda guerra mondiale ricoprì l'incarico di Capo di stato maggiore dell'esercito e Capo ufficio operazioni, distinguendosi nelle fasi iniziali dell'Operazione Barbarossa. Decorato con l'Ordine di Michele il Coraggioso di terza classe, e con la Croce di Commendatore dell'Ordine della Corona di Romania. Tra le due guerre mondiali fu autore di opere di carattere militare e collaboratore della rivista România Militară.

## Biografia

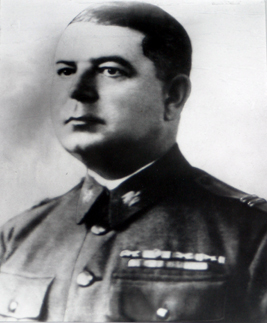
Il generale Alexandru Ioanițiu.

Nacque a Botoșani, nel nord della Moldavia, il 2 febbraio 1890. Arruolatosi nell'esercito rumeno, frequentò la Scuola militare di Iași,  la Scuola di Artiglieria e genio (1908-1910) da cui uscì con il grado di sottotenente nel 1910, e la Scuola di applicazione d'artiglieria (1912-1914), venendo promosso tenente nel 1913. Dopo l'entrata in guerra del Regno di Romania, avvenuta nel 1916 combatté sul fronte rumeno in Dobrugia (15 agosto-1 novembre), a Neajlov (16-20 novembre)  e durante la battaglia di Argeș  (1-3 dicembre 1916). Promosso capitano nel 1916, divenne maggiore nel 1917 e si distinse nel corso della battaglia di Mărășești (6 agosto-8 settembre 1917). Dopo la fine della guerra fu ammesso a frequentare la Scuola superiore della guerra di Bucarest (1919-1920), ottenendo il brevetto di ufficiale di stato maggiore. Promosso tenente colonnello nel 1928, divenne colonnello nel 1933, e generale di brigata nel 1939. In questi anni ricoprì importanti incarichi: comandante del 1º Reggimento di artiglieria di frontiera (1934-1936), Capo sezione coordinamento dello Stato maggiore (1936-1938), Capo della segreteria del Consiglio supremo della difesa nazionale (1937), comandante della 3ª Brigata di artiglieria (1938-aprile 1939).
Tra il maggio 1939 e il settembre 1940 fu comandante della Scuola superiore di guerra.
L'8 giugno 1940 fu insignito del titolo di Commendatore dell'Ordine della Corona di Romania, e due giorni dopo fu creatore della prima compagnia di paracadutisti dell'esercito rumeno. Il 6 settembre 1940 fu nominato Capo di stato maggiore dell'esercito e Capo ufficio operazioni in sostituzione del generale Gheorghe Mihail.
Si adoperò subito per migliorare l'equipaggiamento dell'esercito in vista dell'inizio delle operazioni contro l'Unione Sovietica, che fu deciso durante il Consiglio dei Ministri del 2 maggio 1941 cui, oltre a lui, parteciparono i generali Iosif Iacobici, Grigore Georgescu, Gheorghe Dobre, Constantin Pantazi, Gheorghe Jienescu, Costantin Z. Vasiliu, e Ilie Şteflea. Il giorno 4 dello stesso mese comunicò al comando della 3ª Armata di prepararsi a collaborare con le truppe tedesche che sarebbero entrate in Romania.
Fu il pianificatore delle operazioni dell'esercito rumeno nelle fasi iniziali dell'Operazione Barbarossa, lanciata il 22 giugno 1941. Il 17 settembre dello stesso anno accompagnò il generale Ion Antonescu in una visita sul fronte russo in occasione dell'assedio di Odessa. L'aereo del capo del governo atterrò nel villaggio di Baden, vicino ad Odessa. Appena sbarcato dall'aereo rimase vittima di un improvviso incidente, a causa di circostanze mai chiarite fu colpito dall'elica dell'aereo che era ancora in moto, rimanendo ucciso sul colpo. Successivamente, con un decreto del Capo dello Stato rumeno del 22 settembre 1941, firmato da Mihai Antonescu,  fu promosso postumo al rango di generale di divisione, e l'8 ottobre insignito dell'Ordine di Michele il Coraggioso di terza classe. Una via di Botoșani porta il suo nome.

## Pubblicazioni
- Războiul României (1916-1918),  Tipografia Geniului, Bucuresti, 1929.[10]
- Elemente de strategie, 1936.
- Pentru generaţiile de azi şi de mâine. Virtuţile neamului în lumina războiului nostru naţional, 1930.
- Călăuza ofiţerului. Stratrgie şi tactică aplicată, 1936.

### Fonti
1. 1 2 3 4  Generals.
2. 1 2 3 4 5 6 7 8  Enciclopedia Romaniei.
3. ↑  Decretul Regal nr. 1.906 din 8 iunie 1940 pentru numiri de membri ai ordinului „Coroana României”, publicat în Monitorul Oficial, anul CVIII, nr. 131 din 8 iunie 1940, partea I-a, p. 2.789.
4. ↑  Corneanu 2019, p. 129.
5. ↑  Solonari 2019, p. 248.
6. 1 2  Corneanu 2019, p. 127.
7. ↑  Decretul Conducătorului Statului nr. 2.665 din 22 septembrie 1941 pentru mișcare în corpul ofițerilor, publicat în Monitorul Oficial, anul CIX, nr. 227 din 25 septembrie 1941, partea I-a, pp. 5.702-5.703.
8. ↑  Decretul Regal nr. 2.786 din 8 octombrie 1941 pentru conferire de Ordin militar „Mihai Viteazul”, publicat în Monitorul Oficial, anul CIX, nr. 246 din 16 octombrie 1941, partea I-a, p. 6.321.
9. ↑  Decretul Regal nr. 1.905 din 8 iunie 1940 pentru numiri de membri ai ordinului „Steaua României”, publicat în Monitorul Oficial, anul CVIII, nr. 131 din 8 iunie 1940, partea I-a, p. 2.783.
10. ↑  Marble 2016, p. 333.